# PCR
PCR kan även syfta på Program Clock Reference.

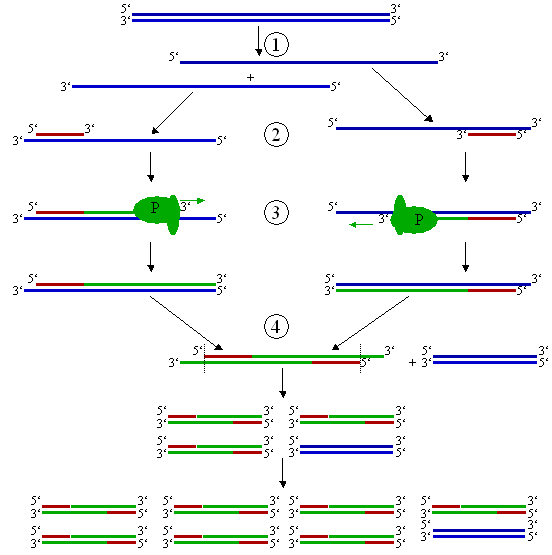
Schematisk bild av PCR-cykeln. Kännedom om DNA-sekvensen som ska amplifieras utnyttjas för att skapa två syntetiska primrar (DNA-oligonukleotider). En av primrarna är komplementär till sekvensen på en DNA-sträng i dubbelspiralen och den andra är komplementär till sekvensen på den andra strängen, men vid motsatt ände av regionen som ska amplifieras. Dessa oligonukleotider fungerar som primrar vid syntes av DNA in vitro som utförs av ett DNA-polymeras, och de fastställer vilket avsnitt av DNA:t som ska amplifieras.
(1) Denaturering (94-96 °C): PCR:en startar med dubbelsträngat DNA och varje cykel i reaktionen börjar med en kort värmebehandling för att separera de två strängarna. (2) Hybridisering (ca 68 °C): Efter att strängarna separerats kyls DNA:t ner i närvaro av ett stort överflöd av de två primrarna, vilket gör att primrarna kan hybridisera till (fästa vid) komplementära sekvenser i de två DNA-strängarna. (3) Polymerisering (ca 72 °C): Blandningen inkuberas sedan med DNA-polymeras och de fyra deoxyribonukleotiderna för att syntetisera DNA med utgångspunkt från de två primrarna. (4) Hela cykeln påbörjas sedan igen med en värmebehandling för att separera de nyss skapade DNA-strängarna. Allteftersom processen upprepas kommer även de nya DNA-fragmenten att användas som mallar (templat), och inom ett par cykler kommer det övervägande DNA:t att vara identiskt gentemot sekvensen som innesluts och inkluderas av de två primrarna i det ursprungliga templatet. Endast sekvensen som innesluts av primrarna i det DNA som tillsätts i början av reaktion kommer att amplifieras eftersom primrarna inte fäster någon annanstans.

PCR, från engelskans polymerase chain reaction (polymeraskedjereaktion) är en molekylärbiologisk och biokemisk metod som används för att amplifiera ett exemplar eller ett fåtal kopior av en viss DNA-sekvens över flera storleksordningar, vilket genererar tusentals, och upp till miljontals exemplar av en enskild DNA-sekvens.
Metoden, som uppfanns av Kary Mullis år 1983, är numera en vanlig och ofta oumbärlig teknik som används i medicinska och biologiska forskningslaboratorier för en mängd olika tillämpningar. Dessa inkluderar kloning av DNA för sekvensering, DNA-baserad fylogeni och funktionell analys av gener för diagnostisering av ärftliga sjukdomar, identifiering av genetiska fingeravtryck (som används för kriminaltekniska vetenskaper och faderskapstester), samt upptäckt och diagnostisering av infektionssjukdomar. År 1993 tilldelades Mullis Nobelpriset i kemi som han delade med Michael Smith för deras arbete med PCR-metoden.
I metoden utnyttjas termiska cykler, det vill säga cykler av upprepad uppvärmning och nedkylning för att denaturera DNA:t och sedan replikera det enzymatiskt. Primers (korta RNA-fragment) innehållande sekvenser som är komplementära till målregionen samt ett DNA-polymeras, som metoden är uppkallad efter, är nyckelkomponenter för att möjliggöra en selektiv och upprepad amplifiering. Allteftersom reaktionen fortskrider kommer det DNA som genereras att användas som en mall (templat) för replikation, vilket startar en kedjereaktion där målsekvensen amplifieras exponentiellt. En PCR kan modifieras i stor utsträckning för att kunna utföra ett brett spektrum av genetiska manipulationer.
Nästan alla tillämpningar av PCR använder ett värmestabilt DNA-polymeras, till exempel Taq-polymeras (ett enzym som ursprungligen isolerats från bakterien Thermus aquaticus). Detta DNA-polymeras tillverkar en ny DNA-sträng enzymatiskt från de byggstenar som DNA normalt består av (nukleotider) genom att använda enkelsträngat DNA som mall och särskilda DNA-oligonukleotider (även kallade primers) som krävs för att initiera syntes av DNA. Den största majoriteten av PCR-metoder utnyttjar termiska cykler, det vill säga omväxlade upphettning och nedkylning av PCR-provet i en definierad serie av temperatursteg.
I det första steget separeras de två strängarna i DNA-spiralen från varandra vid en hög temperatur i en process som kallas denaturation. I det andra steget sänks temperaturen, och de två DNA-strängarna används som mallar (templat) av DNA-polymeras för att selektivt amplifiera målsekvensen. Selektiviteten hos PCR-metoden resulterar från användandet av primrar som är komplementära till den DNA-region som avses att amplifieras under specifika termiska betingelser.

## Principer och tillvägagångssätt
En PCR amplifierar en specifik region av en DNA-sträng (målsekvensen). De flesta PCR-metoder brukar amplifiera DNA-fragment mellan 0,1 och 10 kilobaspar (kbp), även om vissa tekniker möjliggör amplifiering av fragment på upp till 40 kbp. Mängden amplifierad produkt beror av mängden tillgängliga substrat som blir begränsande allteftersom reaktionen fortskrider.
Ett grundläggande upplägg för en PCR kräver flera komponenter och reagens. Dessa komponenter innefattar:
- DNA-templat som innehåller målregionen som ska amplifieras.
- Två primrar som vardera är komplementära till 3'-ändarna på den kodande (eng. sense) och den icke-kodande (eng. antisense) strängen i DNA-templatet. (En DNA-sekvens kallas "kodande" om dess sekvens är densamma som den hos ett mRNA som ska translateras till protein. Sekvensen på den motsatta strängen kallas för den "icke-kodande" sekvensen.[9])
- Ett DNA-polymeras (exempelvis Taq-polymeras) med ett temperaturoptimum vid ca 72 °C.
- Deoxinukleosidtrifosfater (kallas också deoxynukleotidtrifosfater: nukleotider som innehåller en trifosfatgrupp, förkortas dNTPs på engelska), det vill säga de byggstenar som DNA-polymeraset använder för att syntetisera en ny DNA-sträng.
- En buffertlösning som genererar en lämplig kemisk miljö för att DNA-polymeraset ska verka vid optimal aktivitet och stabilitet.
- Divalenta katjoner såsom magnesium- eller manganjoner. I allmänhet används Mg2+ men Mn2+ kan användas vid mutagenes av DNA via PCR, då en högre Mn2+-koncentration ökar felfrekvensen vid syntes av DNA.[10]
- Monovalenta katjoner såsom kaliumjoner.

En PCR utförs vanligen i små reaktionsrör (om 0,2-0,5 ml i volym), med en reaktionsvolym på 10-200 μl, som placeras i en termocykler. Termocyklern värmer och kyler reaktionsrören för att uppnå de temperaturer som krävs vid varje reaktionssteg. Många moderna termocykler använder sig av Peltier-effekten som, genom att byta riktning på den elektriska strömmen, kontrollerar både upphettning och nedkylning av blocket som innehåller PCR-rören. De tunna väggarna i PCR-rören medför en gynnsam värmeledningsförmåga för att möjliggöra en snabb termisk jämvikt. De flesta termocykler har uppvärmda lock för att förhindra att kondens bildas på toppen av reaktionsrören. Äldre termocykler som saknar uppvärmt lock kräver att ett lager olja placeras på toppen av reaktionsblandningen eller att en vaxboll placeras inuti röret.

### Tillvägagångssätt
Vanligtvis består en PCR av en serie av 20-40 upprepade temperaturförändringar, så kallade cykler, där varje cykel normalt omfattar 2-3 (oftast tre) tydligt avgränsade temperatursteg. Varje cykel föregås ofta av ett temperatursteg vid hög temperatur (>90 °C), följt av ett uppehåll i slutet för förlängning av slutprodukten eller en kort lagringsperiod. Temperaturerna som används och den tid de tillämpas i varje cykel beror på en mängd parametrar. Dessa inkluderar det enzym som används för syntes av DNA, koncentrationen divalenta joner och deoxynukleosidtrifosfater i reaktionsblandningen och smälttemperaturen (Tm) hos primrarna.
- Initieringssteg (endast nödvändigt vid användande av DNA-polymeraser som kräver värmeaktivering via en varmstartad PCR[12]): Detta steg innefattar upphettning av reaktionsblandningen till en temperatur av 94-96 °C (eller 98 °C om extremt termostabila polymeraser används) som bibehålls i 1-9 minuter.
- Denatureringssteg: Detta är vanligtvis det första steget i en cykel och innefattar upphettning av reaktionsblandningen till 94-98 °C under 20-30 sekunder. Detta gör att DNA-strängarna i templatet separerar då vätebindningarna mellan komplementära baser bryts, vilket genererar enkelsträngade DNA-molekyler.
- Hybridiseringssteg (eng. annealing): Reaktionstemperaturen sänks till 50-65 °C i 20-40 sekunder vilket medför att primrarna kan hybridisera till de enkelsträngade DNA-templaten.Temperaturen måste vara tillräckligt låg för att primrarna ska kunna hybridisera till strängarna, men hög nog för att hybridiseringen ska vara specifik, det vill säga att primrarna endast binder till en fullständigt komplementär del av templatet. Om temperaturen är för låg kan primrarna binda in felaktigt till templatet. Om den är för hög kan det hända att primrarna inte binder till templatet överhuvudtaget. Hybridiseringstemperaturen ligger vanligtvis 3-5 °C under Tm för primrarna som används. Stabila vätebindningar mellan DNA-molekylerna bildas enbart när primersekvenserna stämmer mycket väl överens med templatsekvensen. Polymeraset binder sedan till primer-templathybriderna och börjar bilda nytt DNA.
- Förlängningssteg (Elongering): Temperaturen som tillämpas i det här steget beror på vilket DNA-polymeras som används: Taq-polymeras har optimal aktivitet vid temperaturer runt 75-80 °C[13][14], i allmänhet tillämpas en temperatur runt 72 °C när det här enzymet används. I det här steget syntetiserar DNA-polymeraset en ny DNA-sträng som är komplementär till templatet genom att tillsätta nukleotider som är komplementära till templatet i riktning från 5'-änden till 3'-änden. Detta gör att 5'-fosfatgruppen på nukleotiderna kondenseras medan 3'-hydroxylgruppen hamnar i slutet på den framväxande DNA-strängen. Tiden som krävs för förlängningen beror både på vilket DNA-polymeras som används och längden på DNA-fragmentet som ska amplifieras. Som en tumregel antas DNA-polymeraset kunna polymerisera tusen baspar per minut vid optimal temperatur. Under optimala betingelser, det vill säga om reaktionen kan ske obegränsat (utan begränsade mängder substrat eller reagens), kommer mängden målsekvens fördubblas vid varje förlängningssteg. Detta leder till en exponentiell amplifiering av det specifika DNA-fragmentet.
- Slutlig förlängning: Detta enskilda steg utförs vid vissa tillfällen, då vid en temperatur runt 70-74 °C (den temperatur som krävs för optimal aktivitet hos de flesta polymeraser som används till PCR) som bibehålls i 5-15 minuter efter den sista PCR-cykeln för att säkerställa att eventuellt kvarvarande enkelsträngat DNA förlängs helt och hållet.
- Avslutande uppehåll: Det här steget, som nyttjar temperaturer runt 4-15 °C, kan användas för korttidslagring av produkterna från reaktionen.

För att kontrollera att reaktionen genererade det förväntade DNA-fragmentet (kallas ibland för amplikonet eller amplimeren) kan agarosgelelektrofores utnyttjas för att separera PCR-produkterna efter storlek. Storlekarna på PCR-produkterna kan avgöras genom att jämföra dem med en DNA-stege (en molekylviktsmarkör) innehållande DNA-fragment av kända storlekar som körs på gelen vid sidan om PCR-produkterna.

### Faser
Förloppet under en PCR kan delas in i tre faser:
Exponentiell amplifiering: Vid varje cykel fördubblas mängden produkt (förutsatt att reaktionseffektiviteten är 100%). Reaktionen är mycket känslig: endast minutiösa mängder DNA behöver finnas tillgängliga i reaktionsblandningen.
Utjämningsfas: Reaktionen bromsas när DNA-polymeraset förlorar sin aktivitet och när konsumtionen av reagens, såsom nukleotider och primrar, gör att de blir begränsande.
Platå: Ingen produkt ackumuleras längre på grund av förbrukning av reagens och enzym.

## Optimering
I praktiken kan en PCR misslyckas av olika skäl, bland annat på grund av dess känslighet mot föroreningar som orsakar amplifiering av felaktiga DNA-produkter. På grund av detta har ett antal tekniker och metoder utvecklats för att optimera förutsättningarna för PCR:r. Många labbprotokoll och tekniker tar itu med föroreningar av främmande DNA genom att separera blandningar som ska genomgå PCR från potentiella DNA-föroreningar. Det innebär vanligtvis att uppställningsområdena för PCR:r separeras från områdena för analys eller rening av PCR-produkter, användning av engångsartiklar i plast och grundlig rengöring av arbetsytan mellan olika uppställningar och körningar. Tekniker för design av primrar är viktiga för att förbättra produktutbytet och för att undvika bildandet av falska produkter. Genom att använda alternativa buffertkomponenter eller polymerasenzymer kan amplifieringen av långa eller på annat sätt problematiska DNA-regioner potentiellt förbättras.Tillsatser av reagens såsom formamid i buffertsystem kan öka precisionen och utbyten för reaktionen. Datorsimuleringar av teoretiska resultat (elektronisk PCR) kan utföras för att underlätta utformningen av primrar.

## Tillämpningar

### Selektiv isolering av DNA
PCR möjliggör isolering av DNA-fragment från genomiskt DNA genom selektiv amplifiering av en specifik DNA-region. Den här användningen av PCR understödjer många andra metoder, såsom utveckling av hybridiseringssonder som representerar en specifik DNA-region för Southern eller Northern hybridisering och kloning av DNA, som kräver större mängder DNA. PCR förser dessa tekniker med stora mängder rent DNA, vilket även möjliggör analys av DNA-prover med mycket små mängder startmaterial.
Andra tillämpningar av PCR innefattar sekvensering av DNA för att undersöka okända sekvenser som amplifierats via PCR där en av amplifieringsprimrarna kan användas för Sangersekvensering. Den kan också användas för isolation av en viss DNA-sekvens för att främja rekombinanta DNA-tekniker som involverar insättning av en DNA-sekvens i en plasmid, bakteriofag eller kosmid (beroende på dess storlek) eller i genomet hos en annan organism. Bakteriekolonier (av till exempel E. coli) kan enkelt screenas med hjälp av PCR för att identifiera korrekta vektorkonstruktioner. PCR kan också användas för att identifiera genetiska fingeravtryck: en rättsmedicinsk teknik som används för att identifiera en person (eller en organism) genom att jämföra DNA-prover med olika metoder baserade på PCR.
Vissa metoder som används för att identifiera genetiska fingeravtryck med PCR har en hög urskiljande effekt och kan användas för att identifiera genetiska relationer mellan individer, såsom föräldrar och barn eller mellan syskon, och används ofta i faderskapsundersökningar. Tekniken kan också användas för att undersöka evolutionära relationer mellan organismer genom att analysera molekylära klockor (det vill säga genen som kodar för 16S rRNA hos mikroorganismer).

### Amplifiering och kvantifiering av DNA
Eftersom PCR amplifierar de DNA-regioner som innehåller målsekvensen kan metoden användas för att analysera prov med mycket små mängder DNA. Detta är ofta avgörande för kriminaltekniska analyser när endast spår av DNA finns tillgängligt som bevis. PCR kan också användas för att analysera forntida DNA som är tiotusentals år gammalt. Dessa tekniker, som baseras på PCR, har använts med framgång på djur såsom en fyrtio tusen år gammal mammut, men även på mänskligt DNA i tillämpningar som sträcker sig från analyser av egyptiska mumier till identifieringen av en rysk tsar.

## Olika former av PCR
- Konventionell PCR

Två primrar används med DNA som målmolekyl som beskrives ovan. En enkel PCR-maskin för reglering av temperatur kan användas.
- RT-PCR, Reverse Transcriptase PCR

Fungerar som vanlig PCR men man utgår från RNA som görs om till cDNA. Därmed kan man studera uttrycket av en viss gen och göra s.k. expressionsanalys.
- Q-PCR eller Realtids-PCR, Quantitative PCR, Kvantitativ PCR

Används för att mäta mängden av en DNA-sekvens i provet med hjälp av fluorescenta prober eller fluorescent infärgning. En särskild maskin för reglering av temperatur och avläsning av fluorescens behövs, vanligen i kombination med en dator.
- QRT-PCR, Quantitative Reverse Transcriptase PCR

En kombination av de två senast ovanstående. Via cDNA kvantifieras mängden RNA i provet och en noggrannare expressionsanalys kan göras.
- Digital PCR

En metod där varje PCR-prov delas upp i hundratals eller tusentals små partitioner. Varje partition utgör en individuell reaktion.  
- Two-Tailed PCR

En metod att amplifiera väldigt korta nukleinsyror, som uppfanns av forskarna Mikael Kubista och Robert Sjöback.